# Abisara
Abisara is een geslacht van vlinders uit de familie van de prachtvlinders (Riodinidae), onderfamilie Nemeobiinae.
Abisara werd in 1860 voor het eerst wetenschappelijk beschreven door C. & R. Felder.

Abisara in de Iconographia Zoologica

## Soorten
Abisara omvat de volgende soorten:
- Abisara abnormis Moore, 1884
- Abisara aita Nicéville, 1893
- Abisara barnsi Joicey & Talbot, 1921
- Abisara bifasciata Moore, 1877
- Abisara burnii (Nicéville, 1895)
- Abisara caeca Rebel, 1914
- Abisara cameroonensis Callaghan, 2003
- Abisara celebica Röber, 1886
- Abisara chela Nicéville, 1886
- Abisara chelina (Fruhstorfer, 1904)
- Abisara cudaca Fruhstorfer, 1914
- Abisara delicata Lathy, 1901
- Abisara dewitzi Aurivillius, 1899
- Abisara echeria Stoll, 1790
- Abisara echerius (Stoll, 1790)
- Abisara freda Bennett, 1957
- Abisara fylla (Westwood, 1851)
- Abisara fylloides (Moore, 1901)
- Abisara gerontes (Fabricius, 1781)
- Abisara geza Fruhstorfer, 1904
- Abisara intermedia Aurivillius, 1899
- Abisara kausambi Felder, C & R. Felder, 1860
- Abisara kausamboides De Nicéville, 1896
- Abisara laura Fruhstorfer, 1904
- Abisara miyazakii Saito, K & T. Saito, 2005
- Abisara neavei Riley, 1932
- Abisara neophron (Hewitson, 1861)
- Abisara palawana Staudinger, 1889
- Abisara prunosa Moore, 1897
- Abisara rogersi Druce, H, 1878
- Abisara rutherfordii Hewitson, 1874
- Abisara rutherfordi Hewitson, 1874
- Abisara sabina Stichel, 1924
- Abisara saturata (Moore, 1878)
- Abisara savitri Felder, C & R. Felder, 1860
- Abisara sobrina (Mell, 1923)
- Abisara simulacris Riley, 1932
- Abisara talantus Aurivillius, 1891
- Abisara tantalus (Hewitson, 1861)